# Il soverchiatore
Il soverchiatore è un personaggio immaginario presente ne I promessi sposi, romanzo di Alessandro Manzoni.

## Biografia del personaggio
Sebbene compaia solo nel capitolo IV, il soverchiatore, di cui Manzoni non rivela il nome, è un personaggio essenziale per capire la storia di Fra Cristoforo. L'autore, nel capitolo quarto, apre una digressione sul passato del Frate (allora chiamato "Lodovico"), che un giorno, accompagnato da alcuni bravi, stava passando per una via, e aveva la destra. Nello stesso momento anche un soverchiatore, che strisciava sul lato sinistro, stava camminando per quella stradicciola, ma prepotentemente voleva che si accostasse Lodovico, il quale non ascolta le parole del soverchiatore. Allora da ciò nasce un dibattito fra i due, e il prepotente inizia anche ad insultarlo chiamandolo "vile meccanico" (poiché Lodovico non era di ceto signorile). Scoppia in seguito un duello, che porta l'uccisione di uno dei servi fedeli di Lodovico, Cristoforo, che aveva tentato di proteggere il suo padrone. Allora Lodovico, infuriato per quello che aveva commesso il soverchiatore, lo uccide con un colpo di spada.

## Negli adattamenti
- Nello sceneggiato Rai I promessi sposi (1989), il primo  episodio espande sul personaggio, aggiungendo all'episodio del romanzo una diatriba di caccia tra Lodovico ed il soverchiatore.